# 曹銦玲
曹銦玲（英語：Natalie Cho Yuen Ling，1998年1月31日—），亦暱稱Choling，香港女藝人，童年曾演出電影，現為無綫電視合約藝員。

## 早年生活
曹銦玲畢業於瑪利曼小學及瑪利曼中學，就讀前者時曾是校內田徑隊成員。大專時期先後修讀了香港理工大學的多媒體設計及應用高級文憑課程、香港城市大學的文學士（創意媒體）課程。

## 演藝生涯
曹銦玲童年曾在電影《絕種好男人》演出。
2021年畢業於第31期無綫電視藝員訓練班，成為無綫電視藝員，獲得一些演出電視劇的機會。她亦曾在香港電台的音樂節目《獅子山下好音樂》演唱。
她在兒童節目《Hands Up》演出名為「蚌蚌公主」的角色（節目主持之一）而受到注意，亦與節目其他兩名主持陳若思及呂靜文交好。
2024年6月末她在Instagram稱被一名狂迷傳送不雅照片滋擾。

## 參與作品

### 電影
- 2003年：《絕種好男人》

### 綜藝節目（無綫電視）
- 《Hands Up》
- 2021年：《開心大綜藝之暑假玩到盡》（第3-5集）[7]

### 電視劇（無綫電視）
| 年份   | 劇集名稱                     | 集數/角色                      |
| ------ | ---------------------------- | ------------------------------ |
|        | 愛·回家之開心速遞            | 小瑤（並曾演多個單集客串角色） |
| 2021年 | 青春本我                     | 學生                           |
| 2022年 | 童時愛上你                   | 第1集                          |
| 2022年 | 回歸                         | 第5集                          |
| 2022年 | 回歸光影頌：《神奇的燈泡》   |                                |
| 2022年 | 回歸光影頌：《母親的乒乓球》 |                                |
| 2022年 | 美麗戰場                     | 第4集等                        |
| 2022年 | 下流上車族                   | 第1集等                        |
| 2022年 | 輕·功                        | 第9集等                        |
| 2022年 | 有種好男人                   | 第1集等                        |
| 2023年 | 新四十二章                   | 第2集等                        |
| 2023年 | 隱形戰隊                     | 第13集等                       |
| 2023年 | 隱門                         | 第4集等                        |
| 2023年 | 法言人                       | 第5集等                        |
| 2023年 | 破毒強人                     | 第2集等                        |
| 2023年 | 靈戲逼人                     | 售貨員（第5集）                |
| 2023年 | 你好，我的大夫               | 患骨癌的少女                   |
| 2023年 | 妳不是她                     | 第5集                          |
| 2024年 | 本尊就位                     | 丫鬟（第2集起）                |
| 2024年 | 再見·枕邊人                  | 第5集                          |
| 2024年 | 神耆小子                     | 第18集                         |
| 2024年 | 法證先鋒6 倖存者的救贖       | 袁美琪                         |
| 2024年 | 黑色月光                     | 盧曉彤                         |
| 2025年 | 虛擬情人                     | 方芳                           |
| 未播映 | 夫妻的博弈                   |                                |

## 資料來源
1. 1 2 3  陳釗. . 香港01. 2024-02-01  [2024-07-07] （中文（香港））.
2. 1 2  香港經濟日報HKET. . 香港經濟日報HKET.   [2024-07-09]. （原始内容存档于2024-07-09） （中文（繁體））.
3. ↑  . 瑪利曼小學. 2012-11  [2025-03-25]. 原始内容存档于2025-03-25.
4. 1 2 3 4 5 6 7 8  新假期. . 新假期. 2023-10-16  [2024-07-07] （中文（香港））.
5. 1 2  . www.singtaousa.com. 2024-02-09  [2024-07-07] （中文）.
6. 1 2  . on.cc東網. 2024-07-01  [2024-07-07] （中文（香港））.
7. 1 2 3 4 5 6 7 8 9 10 11 12 13 14 15 16 17 18  按節目片尾。
8. ↑  . www.bastillepost.com. 2022-12-31  [2024-07-08].

## 外部連結
- 曹銦玲的Instagram帳戶
- 曹銦玲的Facebook專頁